# Cotztetlana
Genre
Cotztetlana est un genre d'araignées mygalomorphes de la famille des Theraphosidae.

## Distribution
Les espèces de ce genre sont endémiques du Mexique.

## Liste des espèces
Selon World Spider Catalog (version 15.5, 30/10/2014) :
- Cotztetlana omiltemi Mendoza, 2012
- Cotztetlana villadai Estrada-Alvarez, 2014

## Publication originale
- Mendoza, 2012 : Cotztetlana omiltemi, a new genus and species of tarantula from Guerrero, México (Araneae, Theraphosidae, Theraphosinae). Arthropoda Scientia, vol. 2, p. 2-7.